# 서울개운초등학교
서울개운초등학교는 대한민국 서울특별시 성북구 돈암동에 있는 초등학교이다.

## 학교 연혁
- 2020.02.14 제 17회 졸업식
- 2019.08.26 제 6대 김재상 교감 부임
- 2019.03.02 39학급 편성
- 2018.09.01 제 5대 손혜숙 교장 취임
- 2015.03.01 서울교육대학교 교육실습 협력학교 운영(2차년도)
- 2015.03.01 오연평 교감 부임
- 2015.02.13 제12회 졸업식(194명)
- 2014.12.31 교원능력개발 부분 교육부장관 표창
- 2014.09.01 제4대 권혁주 교장 취임
- 2014.03.01 0교육실습 협력학교
- 2014.02.14 제11회 졸업식(210명)
- 2013.12.30 독서교육 우수학교 교육장 표창
- 2013.03.01 전통식문화 계승학교 학교텃밭을 통한 식생활 교육 운영학교
- 2013.03.01 40학급 편성(1학년 185명 6학급 편성)
- 2013.02.15 제10회 졸업식(224명)
- 2012.12.31 서울시교육청 식습관 나무학교 거점학교 운영
- 2012.12.31 서울교육시책구현 우수학교 교육감표창
- 2012.07.01 꿈이 영그는 마당, 도란도란 한마당 개관
- 2012.03.02 40학급 편성
- 2012.03.02 학교텃밭을 통한 식생활 교육 운영학교
- 2012.03.01 이효임 교감 부임
- 2012.02.15 제9회 졸업식(230명)
- 2011.12.30 서울교육시책구현 우수학교 표창(교육장)
- 2011.06.01 학습준비물 지원센터 개관
- 2011.03.02 식습관 교육 실천학교 운영
- 2011.03.02 40학급 편성
- 2011.03.02 자전거문화교육 연수학교(2차년도) 운영
- 2011.03.01 제3대 강수일 교장 취임 및 교사 8명 발령
- 2011.02.17 제8회 졸업식(233명)
- 2010.11.15 영어전용교실 1실 개관
- 2010.03.01 자전거문화교육 연수학교(1차년도) 운영
- 2010.03.01 기본이 바로된 어린이 모범학교 선정(2년 지정 받음)
- 2010.03.01 40학급 편성(1학급 감소)
- 2010.02.11 제7회 졸업식(264명)
- 2009.12.30 학교경영우수학교 교육장 표창
- 2009.09.01 교원능력개발평가 선도학교
- 2009.03.01 유금효 교감 부임
- 2009.03.01 41학급 편성
- 2009.02.13 제6회 졸업식(7학급 223명 졸업)
- 2008.03.01 41학급편성
- 2008.02.14 제5회 졸업식(224명)
- 2007.12.28 학교경영우수학교 교육장 표창
- 2007.09.30 과학실 현대화
- 2007.03.01 41학급 편성
- 2007.03.01 제2대 윤중노 교장 취임 및 교사 2명 발령
- 2007.02.14 제4회 졸업식(6학급 202명 졸업)
- 2006.12.30 과학교육 우수학교 서울시교육감 표창 수상
- 2006.03.03 윤경동 교감 부임
- 2006.02.15 제 3 회졸업식(6학급 195명)
- 2005.12.29 과학교육 우수학교 교육장 표창
- 2005.12.29 특별활동 우수학교 교육감 표창
- 2005.02.16 제 2 회 졸업식(5학급 174명)
- 2004.12.30 특별활동 우수학교 교육감 표창
- 2004.03.03 40학급편성(9학급 증설, 1301명)
- 2004.03.01 서울특별시 교육청 지정 방과후 특별활동 선도학교(2006.02.28까지)
- 2004.02.13 제1회 졸업식(121명)
- 2003.03.03 31학급 편성(10학급 증설)
- 2002.11.05 개교식
- 2002.09.13 학교 준공
- 2002.09.01 시업식, 21학급편성(557명: 숭인초 205명, 정덕초 138명, 미아초 59명, 숭덕초 151명, 돈암초 4명 인수)
- 2002.09.01 김천수 교장 취임 및 이금섭 교감 외 교사 24명 발령
- 2002.07.23 개설 요원 교사 7명 겸임 발령
- 2002.07.12 김천수 초대 교장 겸임 발령, 이금섭 초대 교감 겸임 발령
- 2002.07.10 서울개운초등학교 설립 인가
- 2000.11.23 학교 공사 착공